# Jristos-Stefanos Xenos
Jristos-Stefanos Xenos (21 de marzo de 2000) es un deportista griego que compite en karate, en la modalidad de kumite. Es hermano del también karateca Dionysios Xenos.
Ganó una medalla en los Juegos Europeos de Cracovia 2023 y cuatro medallas en el Campeonato Europeo de Karate entre los años 2021 y 2023.

## Palmarés internacional
| Juegos Europeos    | Juegos Europeos         | Juegos Europeos   | Juegos Europeos |
| Año                | Lugar                   | Medalla           | Prueba          |
| ------------------ | ----------------------- | ----------------- | --------------- |
| 2023               | Bielsko-Biała (Polonia) | Medalla de plata  | –60 kg          |
| Campeonato Europeo |                         |                   |                 |
| Año                | Lugar                   | Medalla           | Prueba          |
| 2021               | Porec (Croacia)         | Medalla de bronce | –60 kg          |
| 2022               | Gaziantep (Turquía)     | Medalla de bronce | –60 kg          |
| 2022               | Gaziantep (Turquía)     | Medalla de bronce | Por equipos     |
| 2023               | Guadalajara (España)    | Medalla de plata  | –60 kg          |